# Mardi Gras in New Orleans 1949—1957
Mardi Gras in New Orleans 1949—1957 —  сборник Профессора Лонгхейра, выпущенный в 1981 году, содержит ранние записи Профессора Лонгхейра, сделанные с 1949 по 1957 год. Лауреат 2nd Blues Music Awards 1981 года в номинации «Перевыпущенный альбом» .

## Об альбоме
Альбом вышел на фоне всплеска интереса к творчеству Профессора Лонгхейра, умершего в январе 1981 года.
Альбом представляет собой сборник раннего творчества пианиста и включает в себя присутствуют обе стороны первых двух пластинок пианиста для Star Talent Records 1949 года: She Ain't Got No Hair и 
Mardi Gras In New Orleans, а также записи, которые он записал для Mercury Records, Federal Records, Wasco Records, Atlantic Records и Ebb Records в период до 1957 года. 
Все композиции были записаны в Новом Орлеане, исключая «East St. Louis Baby» и «Boyd’s Bounce» записанные в 1952 году в Сент-Луисе под именем исполнителя Роберт Бойд. 
Первые четыре композиции записаны под названием группы Professor Longhair & His Shuffling Hungarians 3 ноября 1949 года, под названием Roy Byrd & His Blues Jumpers были записаны «Her Mind Is Gone», «Oh Well» (19 августа 1949) и «Hadacol Bounce» (8 сентября 1949). Песни с восьмой по десятую были записаны 4 декабря 1951 года под именем Roy «Baldhead» Byrd, известнейшая композиция пианиста «Tipitina» записана в ноябре 1951 года группой Professor Longhair And His Blues Scholars, и последние три композиции были записаны 18 марта 1957 года. 
Песня «Mardi Gras in New Orleans» или как её также называют «Go to the Mardi Gras» стала культовой праздничной песней в Новом Орлеане и без неё не обходится ни один карнавальный сезон. Песня «Tipitina» трек в стиле румбы, называют квинтэссенцией стандарта Нового Орлеана, символом и основой музыки Нового Орлеана. Она в 2011 году была включена в Национальный реестр звукозаписей США, включена в Зал славы премии «Грэмми», в 1994 году песня была включена в список 500 песен, которые сформировали рок, по версии Зала славы рок-н-ролла . Также трек-лист включает в себя румбу «Her Mind Is Gone», страйд-пианино в «Oh Well», медленный блюз «Gone So Long» с отрывистым звуком верхних клавиш пианино, напоминающим звук стальных барабанов, непроницаемую буги-вуги композицию «Boyd’s Bounce» (версию более ранней «Ball the Wall»)  .
«Несколько из дисков на 78 оборотов, переизданных в альбоме Mardi Gras in New Orleans, невероятно редки. Первоначально они были записаны крошечными лейблами-однодневками, такими как Wasco и Star Talent, но музыка была свежей и первоклассной. Профессор Лонгхейр редко исполнял залихватский восьмитактовый буги-вуги, который так любили многие его современники, но Mardi Gras in New Orleans включает в себя даже три номера буги-вуги. Он также собрал оригинальные версии мелодий, которые записывал снова и снова — двусмысленную „Tipitina“, карнавальный гимн „Mardi Gras in New Orleans“ и чрезвычайно сумасшедшую „Her Mind Is Gone“, в которой подружка Профессора обещала открыть ему, „куда уходит свет, когда он гаснет“» .
«Профессор по-прежнему так же блестящ на фортепиано, как и в части вокала, а его бэк-группа замечательна. Его интерпретации „Big Chief“, „Red beans“, „Willie Fugal’s blues“ (дуэт фортепиано и конг), „It’s my fault darling“, „In the wee wee hours“, „Crawfish fiesta“ демонстрируют артиста, который всегда находится на вершине своего мастерства» .

## Список композиций
| №  | Название                      | Длительность |
| -- | ----------------------------- | ------------ |
| 1. | «Bye Bye Baby»                | 2:29         |
| 2. | «She Ain't Got No Hair»       | 2:49         |
| 3. | «Mardi Gras In New Orleans»   | 2:26         |
| 4. | «Professor Longhair's Boogie» | 2:20         |
| 5. | «Her Mind Is Gone»            | 2:37         |
| 6. | «Hadacol Bounce»              | 3:00         |
| 7. | «Oh Well»                     | 2:25         |

| №   | Название                     | Длительность |
| --- | ---------------------------- | ------------ |
| 8.  | «Rockin' With Fes»           | 2:05         |
| 9.  | «Curly Haired Baby»          | 2:49         |
| 10. | «Gone So Long»               | 2:32         |
| 11. | «East St. Louis Baby»        | 2:44         |
| 12. | «Boyd's Bounce»              | 2:48         |
| 13. | «Tipitina»                   | 2:40         |
| 14. | «No Buts No Maybes»          | 2:12         |
| 15. | «Baby Let Me Hold Your Hand» | 2:13         |
| 16. | «Misery»                     | 2:01         |

## Участники записи
- Профессор Лонгхейр   — вокал, фортепиано

- Роберт Паркер   — альт-саксофон (A1, A3, A4)
- Элвин Тайлер — баритон-саксофон (B13 — B16)
- Чарльз Бёрбенк — тенор-саксофон (B8 — B10)
- Ли Оллен — тенор-саксофон (B13 — B16)
- Элгар Бланшар  — бас-гитара (B13)
- Фрэнк Филдс  — бас-гитара (B14 — B16)
- Джордж Миллер  — бас-гитара (A5 — A7)
- Норман Синегал  — бас-гитара (B8 — B10)
- Эл Миллер  — ударные (A1 — A4)
- Чарльз Отис  — ударные (B8 — B10)
- Чарльз Уильямс — ударные (B14 — B16)
- Эрл Палмер — ударные (B13)
- Джон Бодрю — ударные (A5, B7, B11, B13)
- Луис Джозеф  — ударные (A6)
- Джастин Адамс  — гитара (B14 — B16)
- Уолтер Нельсон  — гитара (A6, B8 — B13)

Производство
- Лиз Шепард — дизайн конверта
- Бобби Кокрэн — иллюстрация
- Джой Пирсон — фотография
- Лерой Пирсон - аннотация